# Holden Standard
De Holden Standard was het eerste automodel van het Australische merk Holden. Het model werd in 1948 geïntroduceerd als sedan. Vanaf de tweede generatie in 1956 was er ook een stationwagenuitvoering. De Standard was Holdens basismodel. Erboven stonden de Holden Business en de Holden Special. Na de HR-serie werden alle modellen hernoemd. De Standard werd hierdoor in de HK-serie opgevolgd door de Belmont.

## Geschiedenis

### Eerste generatie (FX-FJ, 1948-1956)

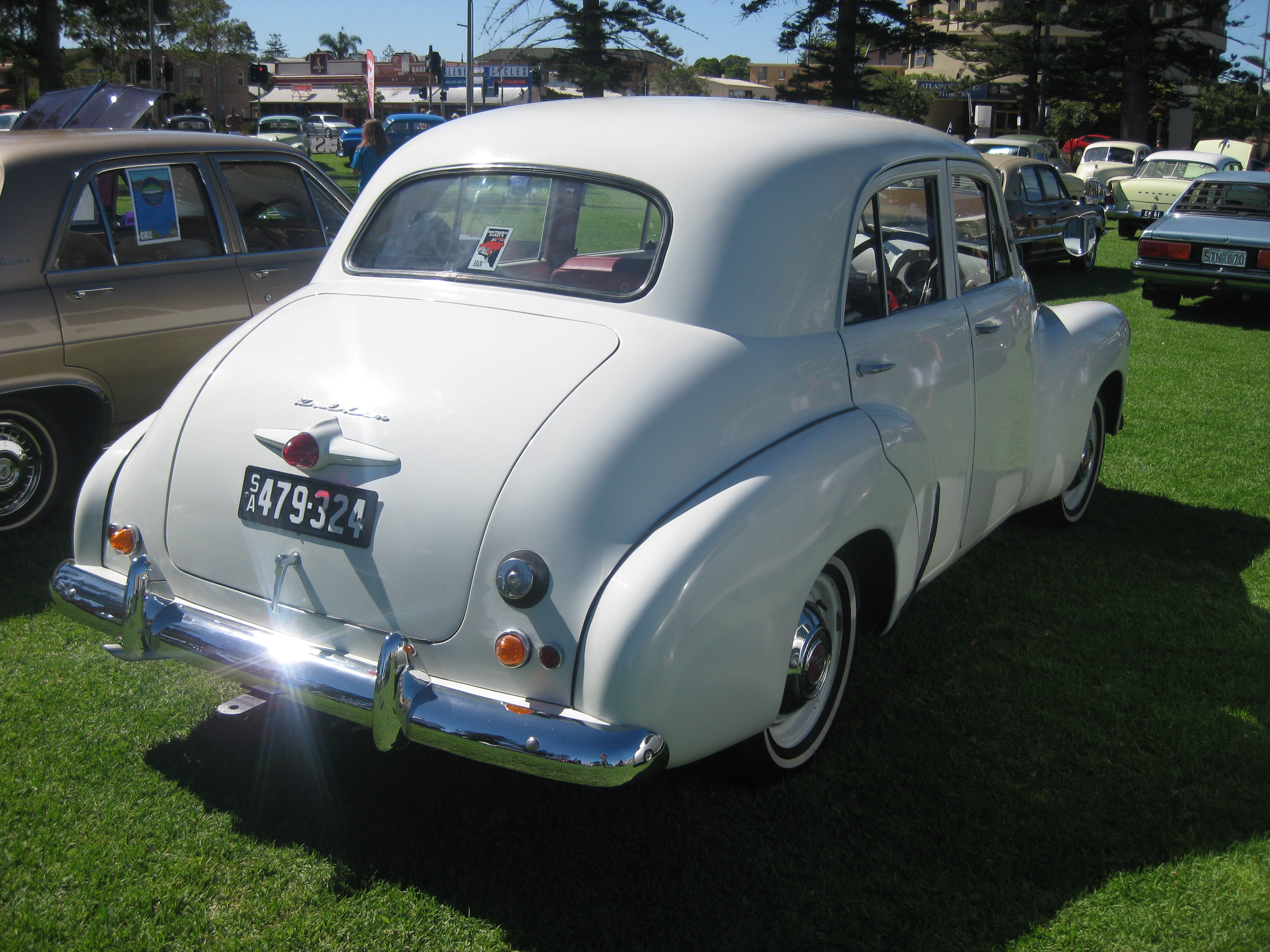
De FJ.

Australiës eerste eigen automerk werd met veel fanfare geïntroduceerd en bijzonder goed ontvangen door het publiek. Het eerste model was de Holden Standard die in 1948 gelanceerd werd gelanceerd door de premier van Australië, Ben Chifley. Het was tot de introductie van de Coupe Utility in 1951 het enige model van de serie die toen met de modelcode 48-215 werd aangeduid. Pas na de introductie van de tweede serie in 1953 kreeg deze serie officieus de naam FX. Tegen het einde van de eerste serie kwam er nog een derde model, de Holden Business. Zowel de Standard als de Business waren enkel als sedan te verkrijgen.
De Standard was gebaseerd op een prototype dat vanuit Chevrolet in de Verenigde Staten was toegestuurd. De Holden 48-215 Standard Sedan kreeg een 2,15 liter Grey Motor zes-in-lijn die nog lang dienst zou doen. Vanaf de volgende FJ-serie, die een beperkte facelift inhield, kwam ook een Panel Van beschikbaar. De rest van het gamma bleef behouden. Er was nog steeds geen stationwagen maar daar werd al wel aan gewerkt.

### Tweede generatie (FE-FC, 1956-1960)

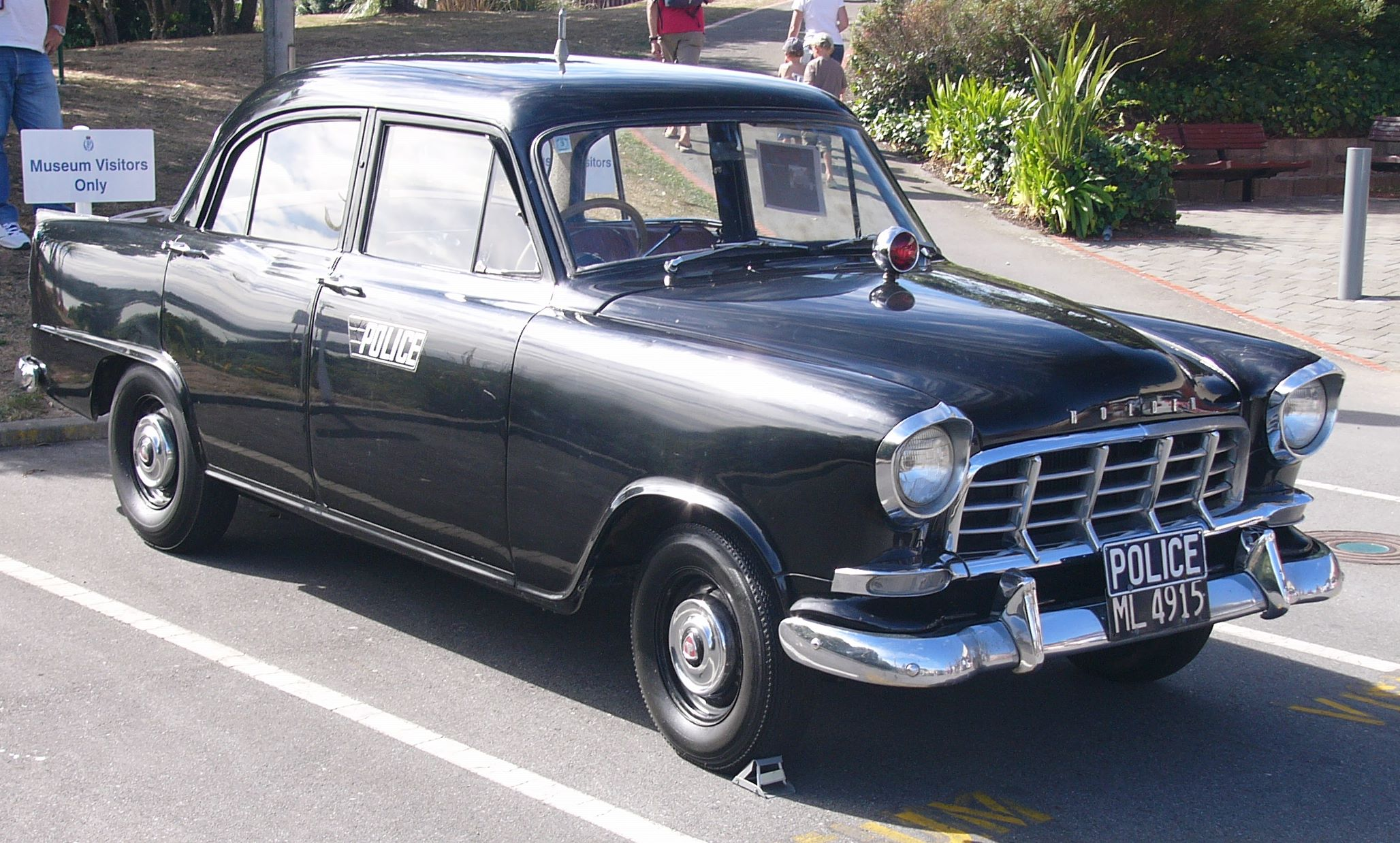
De FC.

Midden 1956 introduceerde Holden de volledig hertekende FE-serie. Bijna een jaar later, in 1957, volgde de eerste stationwagen van het merk. Deze variant kwam er van de Standard en van de Special. In 1958 volgde de FC-facelift waarbij de Sedan en de Station Sedan tegelijk geïntroduceerd werden.

### Derde generatie (FB-EK, 1960-1962)
Weer nieuw waren de Standards in de Holden FB-serie. Deze serie viel verder op door het schrappen van de Business Sedan. De FB-serie groter geworden en kreeg meer Amerikaanse invloeden. Holden bleef ook een ijzersterke positie houden op de thuismarkt. Het marktaandeel was er meer dan 50%. De EK-facelift bracht Holdens eerste automatische versnellingsbak. Deze drietrapsautomaat kwam vanuit moederconcern General Motors.

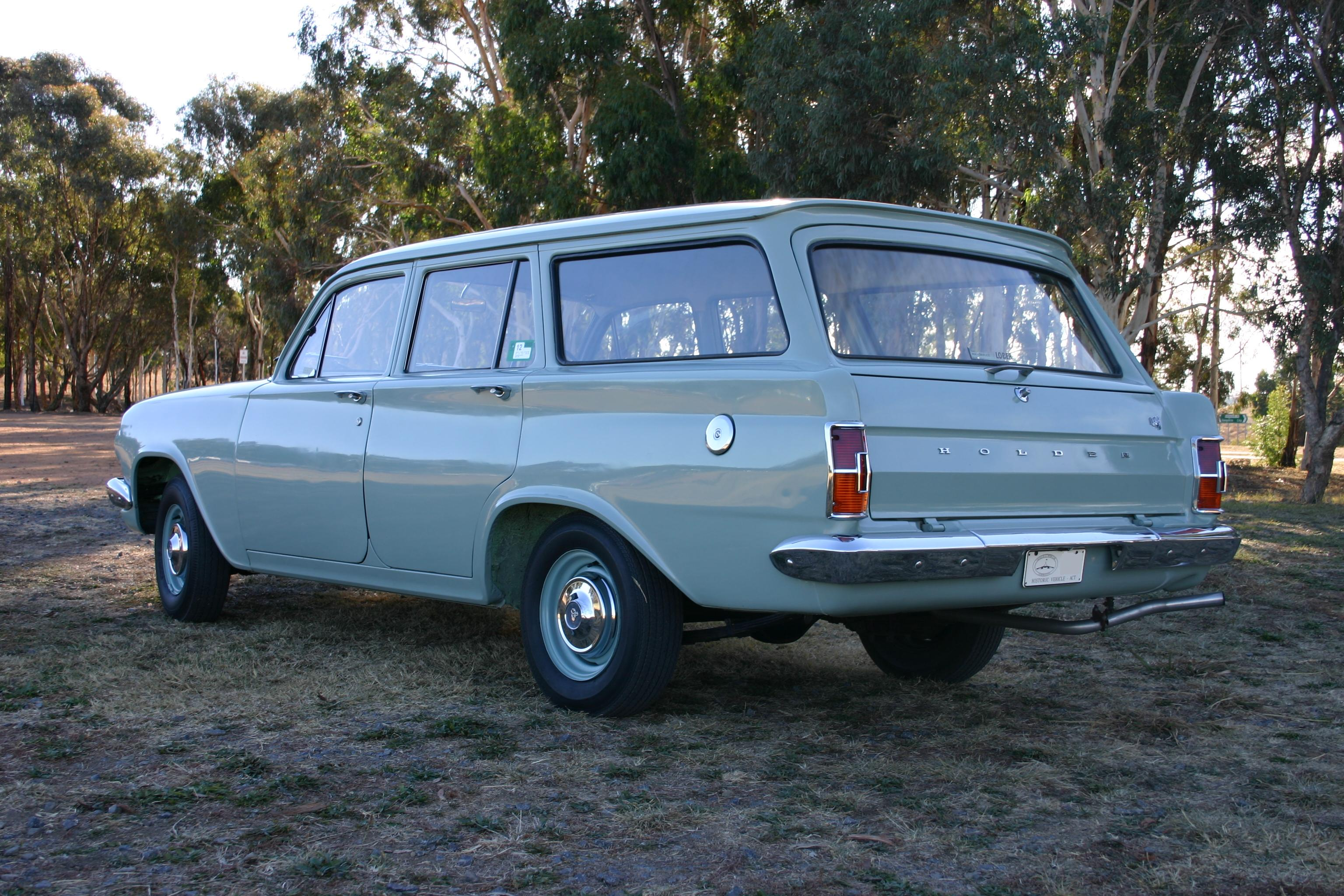
De EH.

### Vierde generatie (EJ-EH, 1962-1965)
In 1962 verscheen de vierde generatie van de Standard in de EJ-serie. Deze was gebaseerd op de Opel Kapitän met Amerikaanse invloeden. In de daaropvolgende Holden EH-serie werd voor het eerst een nieuwe motor geïntroduceerd. De oude Grey Motor werd vervangen door de Red Motor, nog steeds een zes-in-lijn, maar één in twee krachtiger uitvoeringen van 2,45 en 2,95 liter.

### Vijfde generatie (HD-HR, 1965-1968)
De Holden HD-serie die hierna volgde nam een goede start maar faalde later. Het nieuwe design was niet naar de smaak van de Australische kopers. Technisch werd wel heel wat verbeterd. De opvolgende HR-serie werd vervroegd op de markt gebracht nadat het exterieur in de VS was hertekend. Deze was opnieuw succesvol. Een volgende generatie Holdens (HK) verscheen in 1968 met nieuwe modelnamen. De Standard ging hierop verder met onder de naam Holden Belmont. De Standard werd de Kingswood en de in de EJ (1962) geïntroduceerde Premier bleef wel bestaan.

## Series

### Eerste generatie
- 1948: Holden FX
- 1953: Holden FJ

### Tweede generatie
- 1956: Holden FE
- 1958: Holden FC

### Derde generatie
- 1960: Holden FB
- 1961: Holden EK

### Vierde generatie
- 1962: Holden EJ
- 1963: Holden EH

### Vijfde generatie
- 1965: Holden HD
- 1966: Holden HR

## Submodellen
- 1948-1968: Sedan
- 1956-1968: Station Sedan